# La Palma
La Palma (phát âm tiếng Tây Ban Nha: [la ˈpalma]), hay San Miguel de La Palma, là hòn đảo cực tây bắc của quần đảo Canaria, Tây Ban Nha. La Palma có diện tích 706 km² khiến nó trở thành đảo lớn thứ năm trong quần đảo. Dân số trên đảo là khoảng 86.000, trong đó 18.000 người (2003) sống ở thủ phủ, Santa Cruz de la Palma và khoảng 20.000 người (2004) ở Los Llanos de Aridane. La Palma có "thành phố kết nghĩa" El Dorado Hills, California. Núi cao nhất là Roque de los Muchachos, đạt 2.426 mét, cao thứ nhì trong quần đảo sau Teide trên Tenerife.